# 사카모토촌 (구마모토현)
사카모토촌(일본어: 坂本村)은 일본 구마모토현 야쓰시로군에 있던 촌이다.  2005년 8월 1일에, 가가미정,  도요촌, 이즈미촌,센초정과 합병해, 신 야쓰시로시가 되었다.

## 역사
- 1889년 4월 1일 - 정촌제 시행에 수반해 가미마쓰쿠마촌, 시모마쓰쿠마촌, 구다라기촌이 탄생하였다.
- 1961년 4월 1일 - 가미마쓰쿠마촌, 시모마쓰쿠마촌, 구다라기촌
- 2005년 8월 1일 - 가가미정,  도요촌, 이즈미촌, 센초정과 대등합병해, 야쓰시로시가 되었다.

## 지명
1961년 합병 당시 마을 이름을 공모해 수명촌과 당시 가미마쓰 구마촌의 중심지 지명에서 따온 사카모토촌 2안으로 좁혀져 최종적으로 사카모토촌으로 결정됐다.

## 인구
사카모토촌은 3개 마을이 합병된 직후 18000명이 넘었다. 그러나 쥬조제지 사카모토 공장의 폐쇄 등으로 인구가 급속히 감소해 야쓰시로 합병 당시에는 6000명 미만이었고, 2017년 현재 4000명 미만으로 고령화율도 50%를 넘어섰다. 

## 교통

### 철도
- 규슈 여객철도(JR규슈)
  - 히사쓰 선

### 도로
- 국도 219호선

## 참고 문헌
- 角川日本地名大辞典編纂委員会, 『角川日本地名大辞典 43 熊本県』1987, 角川書店